# Pierluigi Concutelli
Pierluigi Concutelli, dit « Il comandante », né à Rome le 3 juin 1944 et mort dans la même ville le 15 mars 2023 , est un militant néo-fasciste italien, actif pendant les années de plomb.
Après les premières années d'activisme politique au sein des groupes de jeunesse de droite, au milieu des années 1970, il est devenu l'un des dirigeants d'Ordine Nuovo, pour ensuite développer le choix de passer à la lutte armée. Condamné à la prison à vie pour l'assassinat du juge Vittorio Occorsio (it), après avoir passé près de la moitié de sa vie en prison, il a d'abord bénéficié d'une assignation à résidence, puis (en 2011) de la suspension de sa peine pour raisons de santé.

## Biographie
Né à Rome, Pierluigi Concutelli s'installe à Palerme en 1966, peu après son service militaire, et s'inscrit à la faculté de l'agriculture de l'université locale. En Sicile, il commence sa passion pour le militantisme politique et commence à fréquenter les milieux de la droite d'extrême droite de Palerme, et en particulier ceux liés au Fronte Nazionale, le mouvement néo-fasciste fondé par Junio Valerio Borghese. Le 25 octobre 1969, il a été arrêté pour la première fois et condamné à 14 mois de prison à la prison d'Ucciardone pour détention d'armes de guerre avec lesquelles il s'était entraîné sur la colline avec des amis du quartier de Bellolampo à Palerme.
En 1971, dès sa sortie de prison, à bout de parenthèses avec le Fronte Nazionale, il entra en contact avec Ordine Nuovo, participant activement à des réunions, des initiatives et des tracts, sans toutefois renoncer à faire de la politique militante avec d'autres groupes de la région de Missina. En même temps, il rejoignit la FUAN, l'organisation universitaire du Mouvement social italien, dont il devint directeur provincial en 1973.

### La lutte armée
Parallèlement au transfert de sa famille à Catane, où Pierluigi Concutelli entre en contact avec les ordinistes qui se sont cachés après la dissolution de l’ordre ministériel d'Ordine Nuovo à l’automne 1973, Concutelli a commencé à faire le choix de passer à la lutte armée. Dans cette perspective, en 1974, après une autre arrestation pour bagarre contre des militants de gauche, sa première période de clandestinité commence. En concurrence avec d'autres militants, il a mené diverses actions autofinancées qui ont abouti à l'enlèvement du banquier de Luigi Mariano le 23 juillet 1975 et pour la libération duquel il a reçu une rançon de 280 millions de lires (sur les deux milliards demandés initialement).
L'enlèvement, effectué avec un groupe de fascistes toscans et des éléments de la 'Ndrangheta, dure un mois et demi et l'otage est libéré dans la campagne de Tarente le 9 septembre suivant. Vers la fin de 1975, le bureau du procureur général de Palerme a lancé un mandat d'arrêt contre Concutelli dans le cadre de l'enquête sur l'enlèvement de Mariani. Concutelli devient ainsi un fugitif et se réfugie initialement à Rome où il participe en septembre 1975 à une réunion à Albano Laziale dans laquelle, avec la participation de Stefano Delle Chiaie et de Paolo Signorelli, la fusion des deux mouvements, Avanguardia Nazionale, devrait être autorisée et Ordine Nuovo et la naissance d’un nouveau sujet politique.
L’hypothèse ne s’est pas bien déroulée et a fait un bond définitif environ trois mois plus tard, lors d’une nouvelle réunion à Nice. En probation, en 1975, Concutelli est candidat aux élections municipales de Palerme sur les listes du Mouvement social italien – Droite nationale, obtenant 950 voix sans être élu. À l’automne 1975, avec Delle Chiaie, référence dans l’aide aux fugitifs d’extrême droite, Concutelli quitta l’Italie pour se rendre en Espagne, où il rejoignit les franquistes et participa à des actions contre-révolutionnaires contre les militants basques de l'ETA.
En 1986, Concutelli et Stefano Delle Chiaie firent l'objet d'une enquête. L'agression s'acheva avec les blessures de Bernardo Leighton (it), un opposant résolu du régime de Pinochet en exil forcé en Italie. Le procès s'est terminé avec l'acquittement des deux personnes pour manque de preuves.
Au printemps de 1976, il est rentré en Italie avec des armes, notamment une mitraillette Ingram, fournies par la police de Madrid.

### L'homicide Occorsio

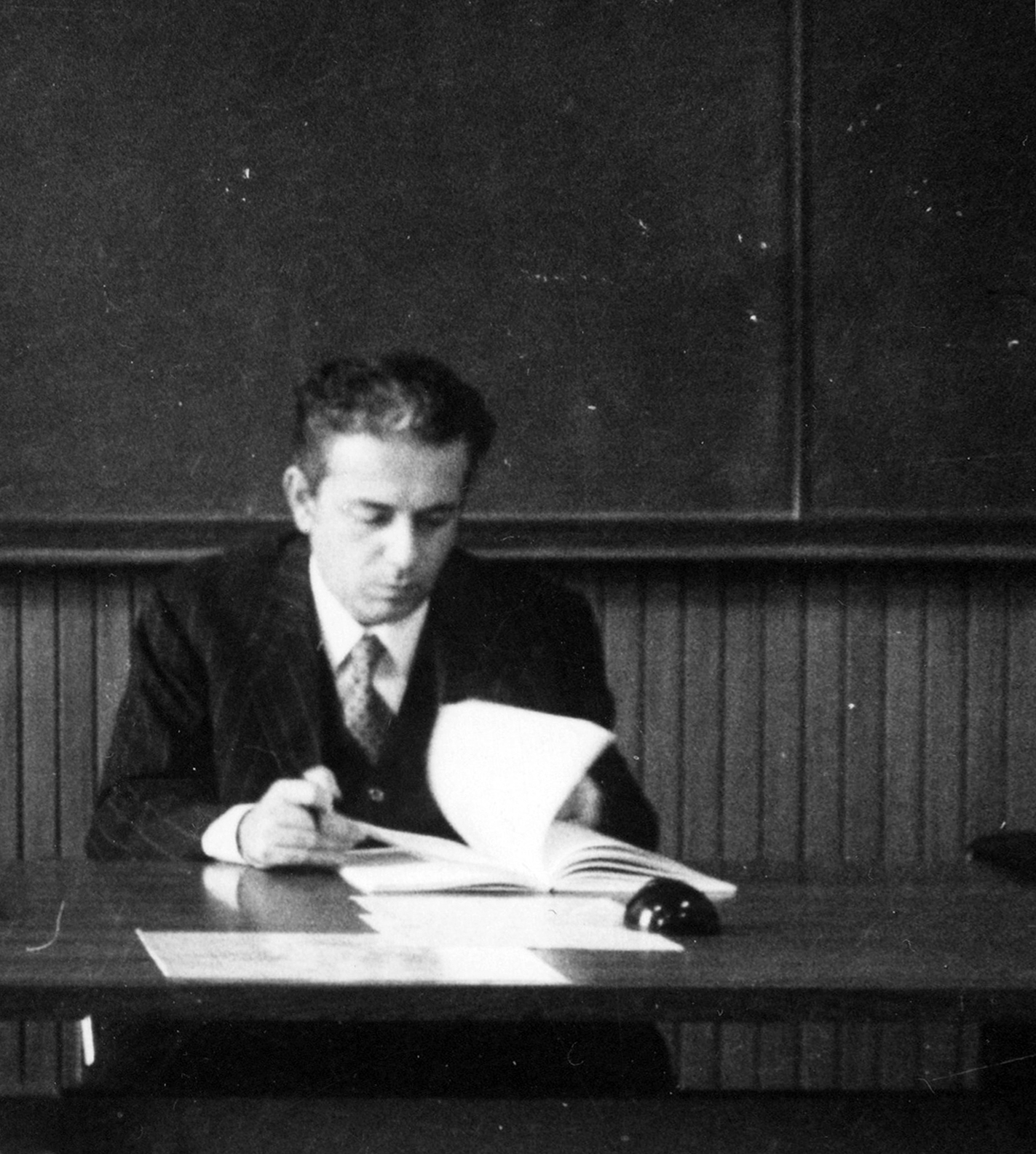
Vittorio Occorsio.

Le 10 juillet 1976, Pierluigi Concutelli assassine à Rome le substitut du procureur Vittorio Occorsio, chargé à ses yeux d'enquêter sur les milieux d'extrême droite.
L'action a été préparée par Concutelli qui choisit comme complice Gianfranco Ferro, un Tarentin résidant à Rome et fréquentant les cercles des ex-parachutistes.
Le matin du 10 juillet, vers 8 h 30, les deux hommes arrivèrent près du domicile d'Occorsio, Via del Giuba, dans le quartier de Trieste, et garèrent leur voiture, une Fiat 124, du mauvais côté de la route afin de couper la circulation sur la gauche et d'avoir ainsi un champ de tir dégagé. Lorsque le magistrat monte dans sa Fiat 125 special pour se rendre au tribunal, il se trouve face aux deux tireurs et, atteint par un tir de la mitraillette Ingram de Concutelli, il s'effondre sans vie dans une mare de sang. Avant de s'enfuir, les tueurs prennent le sac du magistrat dans la voiture et laissent sur le corps des tracts avec la revendication du meurtre, signés par « Ordine Nuovo ».

### Arrestation
Quelques jours après l'assassinat d'Occorsio, le 26 juillet 1976, Pierluigi Concutelli organise un hold-up dans l'agence bancaire du ministère du Travail et part à Nice, puis quelques mois plus tard revient en Italie  et se réfugier d'abord dans une cache à Ostie, puis dans ce qui sera sa dernière cachette, Via dei Foraggi, au centre de Rome.
Le 13 février 1977, le coup de filet policier est déclenché pour l'arrêter. Lorsque les agents anti-terroristes ont encerclé le bâtiment romain de la Via dei Foraggi, Concutelli pris au piège s'est rendu sans résistance à la police.
Menotté, devant les journalistes et les caméras de la RAI qui se sont précipités au commissariat peu après son arrestation, il s'est déclaré « soldat politique et donc prisonnier politique ».

### Condamnation et peine
Lors du procès de l'assassinat d'Occorsio le 16 mars 1978, la Cour d'Assises de Florence le condamne à la réclusion à perpétuité, peine confirmée en appel le 12 décembre de la même année et rendue définitive par la Cour de Cassation le 6 mars 1980.
Après avoir passé près de vingt-cinq ans en prison, en partie sous le régime de l'isolement total, Concutelli  obtient en 2002 les avantages du régime de semi-liberté et la permission d'aller travailler pendant la journée comme chef du bureau de Rome de l'édition milanaise Barbarossa. Le 8 octobre 2008, la Cour de surveillance décide de suspendre son bénéfice parce qu'il a été trouvé en possession d'une petite quantité de haschisch alors qu'il rentrait en prison après sa journée de travail.

### Fin de vie
En 2009, Pierluigi Concutelli est victime d'une ischémie cérébrale qui l'empêche de vivre de manière autonome. Sa peine d'emprisonnement est commuée en une assignation à résidence, purgée dans la maison de son frère à Portogruaro. Le 18 avril 2011, il bénéficie d'un sursis pour une période de deux ans, jusqu'au 2 mars 2013, en raison de son état de santé. Il est alors transféré dans un appartement sur la côte d'Ostie, assisté par Emanuele Macchi, l'un des extrémistes du spontanéisme armé de droite.
Pierluigi Concutelli meurt dix ans plus tard à Rome, le 15 mars 2023, à l'âge de 78 ans 

## Ouvrages
- (it) avec Giuseppe Ardica, Io, l'uomo nero : una vita tra politica, violenza e galera, Venise, Marsilio, coll. « Gli specchi della memoria » (no 149), 2008, 223 p. (ISBN 978-88-317-9422-0, SUDOC 152941371, présentation en ligne).
- (it) Mario Caprara, Gianluca Semprini, Destra estrema e criminale, Newton Compton Editori, 2007 (ISBN 88-541-0883-9)
- (it) Nicola Rao, Il piombo e la celtica. Storie di terrorismo nero. Dalla guerra di strada allo spontaneismo armato, Sperling & Kupfer, 2008 (ISBN 978-88-200-4773-3)